# 湯米·吉爾伯特
老托馬斯·「湯米」·愛德華·吉爾伯特（Thomas "Tommy" Edward Gilbert Sr.；1940年1月15日—2015年11月26日）是美國职业摔跤手。

## 職業摔跤生涯
湯米·吉爾伯特首次亮相於1969年。 1975年3月，在田納西州摔跤近6年後，他開始前往其他地區，例如亞特蘭大、阿馬里洛、東方體育協會、佛羅里達、堪薩斯城、波多黎各。

## 退休
在1984年退役後，於1987年他成為了一名裁判。

## 個人生活
吉爾伯特是兩個兒子的父親：埃迪·吉爾伯特和道格·吉爾伯特，二人都是為職業選手。2015年11月26日，吉爾伯特逝世，終年75歲。

## 外部連結
- 孟菲斯搏鬥的歷史 （页面存档备份，存于）
- 摔跤網絡世界的資料 （页面存档备份，存于）